# Charles MacArthur
Charles Gordon MacArthur (* 5. November 1895 in Quincy, Michigan; † 21. April 1956 in New York City, New York) war ein US-amerikanischer Dramatiker und in den 1930er-Jahren einer der höchstbezahlten Drehbuchautoren in Hollywood.

## Biografie
Charles MacArthur war zunächst Reporter in Chicago, ehe er Bühnenautor wurde. Gemeinsam mit Ben Hecht schrieb er mehrere erfolgreiche Stücke. Das bekannteste ist The Front Page, das seine Erlebnisse als Reporter in Chicago aufnimmt und mehrfach verfilmt wurde, so 1931 als The Front Page und 1940 als His Girl Friday. Auch das Stück The Twentieth Century wurde 1934 mit Erfolg auf die Leinwand gebracht. MacArthur war in New York Mitglied des Algonquin Round Table und hatte eine kurze Affäre mit Dorothy Parker. Anfang 1930 ging Charles MacArthur als Drehbuchautor nach Hollywood und schaffte es rasch, zum hochbezahlten Star unter den Autoren aufzusteigen. Für ein Drehbuch konnte er teilweise Gagen von bis zu 150.000 US-Dollar verlangen. Oft wurde Charles MacArthur hinzugezogen, um Drehbüchern den letzten Schliff zu geben. Er verlangte und bekam dafür Tagessätze von 15.000 US-Dollar. MacArthur schaffte es beispielsweise, das fertige Drehbuch für den Hedy-Lamarr-Film I Take This Woman fertigzustellen, an dem bis dahin insgesamt 25 Autoren gescheitert waren.
Charles MacArthur wurde auf der Oscarverleihung 1934 für seine Arbeit an Rasputin: Der Dämon Rußlands für den Oscar in der Kategorie beste Originalgeschichte nominiert. Gemeinsam mit Ben Hecht gewann Charles Mac Arthur auf der Oscarverleihung 1936 in dieser Kategorie für The Scroundel.
Eine dritte Nominierung, diesmal in der Kategorie Oscar in der Kategorie bestes adaptiertes Drehbuch erhielt er gemeinsam mit Ben Hecht auf der Oscarverleihung 1940 für Sturmhöhe.
In zweiter Ehe war Charles MacArthur mit der Schauspielerin Helen Hayes verheiratet, die ihn 1931 nach Hollywood begleitete. MacArthur schrieb das Drehbuch für Hayes Tonfilmdebüt Die Sünde der Madelon Claudet, für den Helen Hayes den Oscar als Beste Darstellerin gewann. Der Schauspieler James MacArthur (1937–2010) war ihr gemeinsamer Adoptivsohn.

## Filmografie (Auswahl)
- 1930: Der Jazzkönig (The King of Jazz)
- 1930: Billy the Kid
- 1930: The Girl Said No
- 1930: Make Way for a Sailor
- 1930: Paid
- 1931: Die Sünde der Madelon Claudet (The Sin of Madelon Claudet)
- 1931: The New Adventures of the Get Rich Quick Wallingford
- 1931: The Front Page
- 1931: Wolkenstürmer (Hell Divers)
- 1932: Rasputin: Der Dämon Rußlands (Rasputin and the Empress)
- 1933: Topaze (ohne Nennung)
- 1934: Riptide (ohne Nennung)
- 1934: Verbrechen ohne Leidenschaft (Crime Without Passion)
- 1934: Napoleon vom Broadway (The Twentieth Century)
- 1935: Ein charmanter Schurke (The Scroundel)
- 1935: San Francisco im Goldfieber (Barbary Coast)
- 1939: Aufstand in Sidi Hakim (Gunga Din)
- 1939: Sturmhöhe (Wuthering Heights)
- 1940: I Take This Woman
- 1947: Der Senator war indiskret (The Senator Was Indiscreet)
- 1948: Lulu Belle (Theaterstück, das dem Drehbuch zu Grunde lag)